# アトレイユ
アトレイユ (Atreyu) とは、アメリカ合衆国で結成された5人組メタルコアバンド。
元々はRetributionというバンド名だった。現在のバンド名は、ミヒャエル・エンデ著の『はてしない物語』の主人公、”少年勇者アトレイユ”からとった。
アメリカでは高い人気を誇り、「Lead Sails Paper Anchor」は全米で20万枚以上を売り上げた。最新作「Congregation of the Damned」はダークな歌詞とよりヘヴィなサウンドを追求し、自らのルーツを再確認する作品となっている。

## 略歴

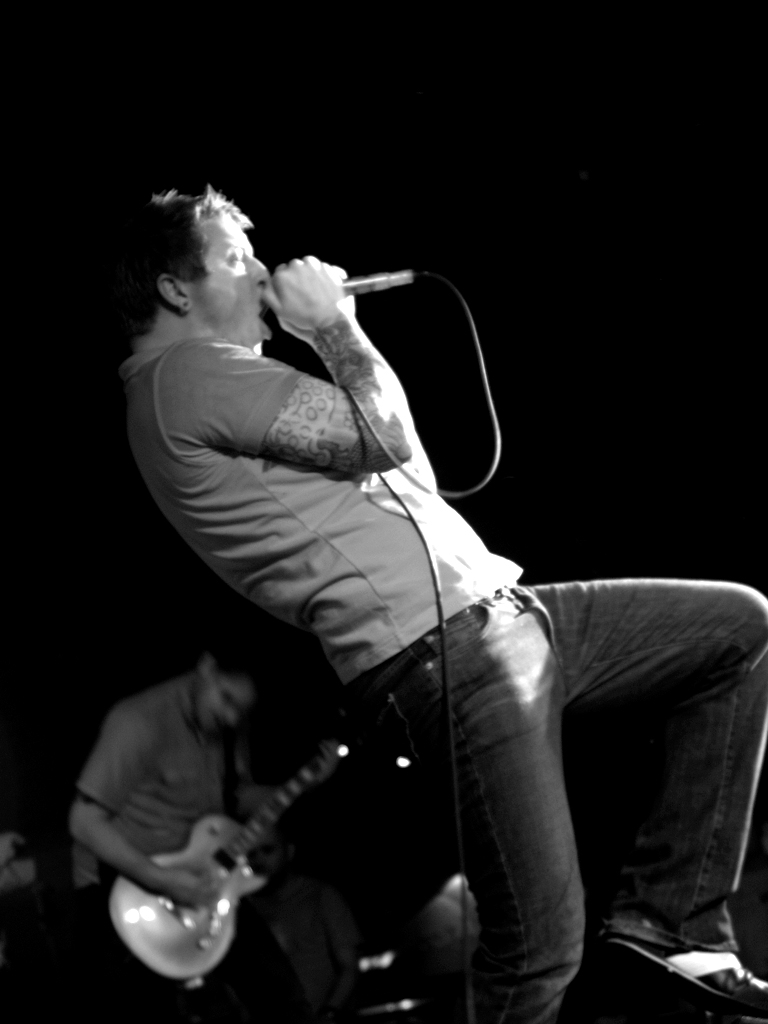
アレックス・ヴァルカッツァス

1998年に、カリフォルニア州南部のオレンジ郡にて結成。この時のメンバーは、アレックス(Vo.)、ダン(Gt.)、トラヴィス(Gt.)、ブライアン(Ba.)の4人でドラマーはいなかった。その直後に、Die Trying Recordsより、1stEP「Visions」をリリース。後にドラマーのブランドンが加入｡
2001年には、Tribunal Recordsより、2ndEP「FRACTURES IN THE FACADE OF YOUR PORCELAIN BEAUTY」をリリース。その後、アメリカ大手のインディーズレーベルVictory Recordsと契約、すぐに1stアルバムのレコーディングを開始する。
2002年6月4日、1stフルアルバム「Suicide Notes and Butterfly Kisses」をリリース。なお、このアルバムからブランドンがクリーンボーカルを担当している。その後、ベーシストのクリスが脱退したため、マーク・マックナイトを新メンバーに迎え入れる。そして、2ndアルバムのレコーディングを開始。
2004年6月29日、2ndフルアルバム「The Curse」をリリース。このアルバムは、全米で30万枚以上を売り上げた。
そして、アメリカ最大のヘヴィメタルの祭典、「Ozzfest」には2004年、2005年と2年連続で出場。
また、2005年公開の大ヒット映画「Mr. & Mrs. Smith」のサウンドトラックには、Bon Joviのカバー曲”You Give Love a Bad Name”を、そして、「Underworld: Evolution」のサウンドトラックには”Her Portrait in Black”という楽曲を提供している。
Warped Tour 2005では、メインステージ公演も行っている。
2006年3月28日、3rdフルアルバム「A Death-Grip on Yesterday」をリリース。全米アルバムチャートにて初登場9位を記録し、34万枚以上を売り上げた。
2007年1月23日、初のベストアルバム「The Best Of... Atreyu」をリリース。その後、メジャーレーベルのHollywood Recordsへと移籍する。（アメリカではHollywood Recordsだが、日本も含むインターナショナルリリースは、Roadrunner Recordsからとなっている。）
そして同年8月28日には、4thフルアルバム「Lead Sails Paper Anchor」をリリース。全米アルバムチャートにて、彼らの自己最高記録となる、初登場8位を記録し、20万枚以上を売り上げた。
そして2009年10月27日、5thフルアルバム「Congregation of the Damned」を発売。これまでの作品よりもダークな歌詞が特徴であり、音の面でも彼らが影響を受けた80年代のヘヴィメタルの色が現れた作品となっている。
2011年1月、Twitter上で活動休止を発表したが、2014年9月にフェス出演を果たし活動再開。
2015年9月、6thフルアルバム「Long Live」を発表。
2020年9月、スクリーミングヴォーカルのアレックス脱退が正式に発表された｡
2020年10月、クリーンボーカルのブランドンが歌唱に専念するため、ドラマーのカイル・ローザが加入した。一方、スクリーミングヴォーカルはマークが引き継いだ｡

## 現在のメンバー
- ダン・ジェイコブス／Dan Jacobs - ギター (1998–2011, 2014–現在)
- トラヴィス・ミゲル／Travis Miguel - ギター (2000–2011, 2014–現在)
- マーク・マックナイト／Marc McKnight - ベース (2004–2011, 2014–現在)＆スクリーミングヴォーカル (2020–現在)
- ブランドン・サーラー／Brandon Saller - クリーンヴォーカル (2001–2011, 2014–現在)、スクリーミングヴォーカル (2020–現在)、ドラム (1998–2011, 2014–2020)
- カイル・ローザ／Kyle Rosa - ドラム (2020–現在)

### 旧メンバー
- ブライアン・オードネル／Brian O'Donnell - ベース (1998)
- カイル・スタンレイ／Kyle Stanley - ベース (1999–2001)
- クリス・トムソン／Chris Thomson - ベース (2001–2004)
- アレックス・ヴァルカッツァス／Alex Varkatzas - スクリーミングヴォーカル (1998–2011, 2014–2020)

## ディスコグラフィー

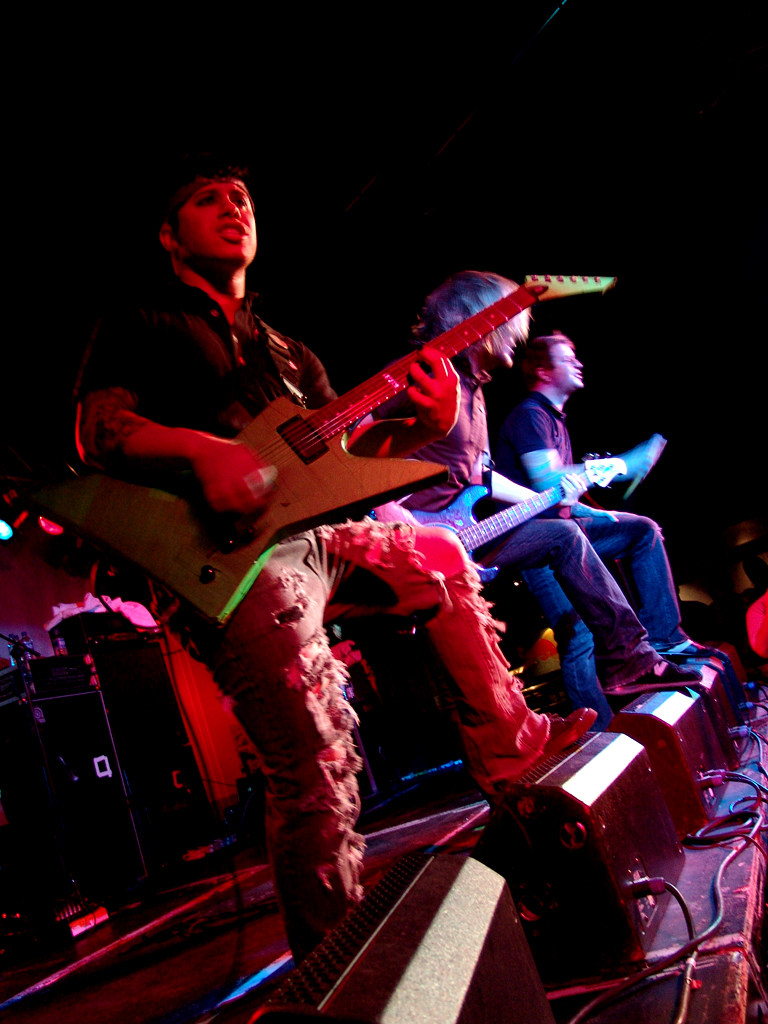
アトレイユのライヴ。

### アルバム
| 発売日         | アルバムのタイトル                 | 販売レーベル      | 全米ビルボードアルバムチャート最高位 |
| 2002年6月4日   | Suicide Notes and Butterfly Kisses | Victory Records   | -                                    |
| 2004年6月29日  | The Curse                          | Victory Records   | 32位                                 |
| 2006年3月28日  | A Death-Grip on Yesterday          | Victory Records   | 9位                                  |
| 2007年8月28日  | Lead Sails Paper Anchor            | Hollywood Records | 8位                                  |
| 2009年10月27日 | Congregation of the Damned         | Hollywood Records | 18位                                 |
| 2015年9月25日  | Long Live                          | Spinefarm Records | 26位                                 |
| 2018年10月12日 | In Our Wake                        | Spinefarm Records | 72位                                 |

### その他の作品
- The Best of... Atreyu
- Visions
- Fractures in the Facade of Your Porcelain Beauty